# 清水柳北1號墳

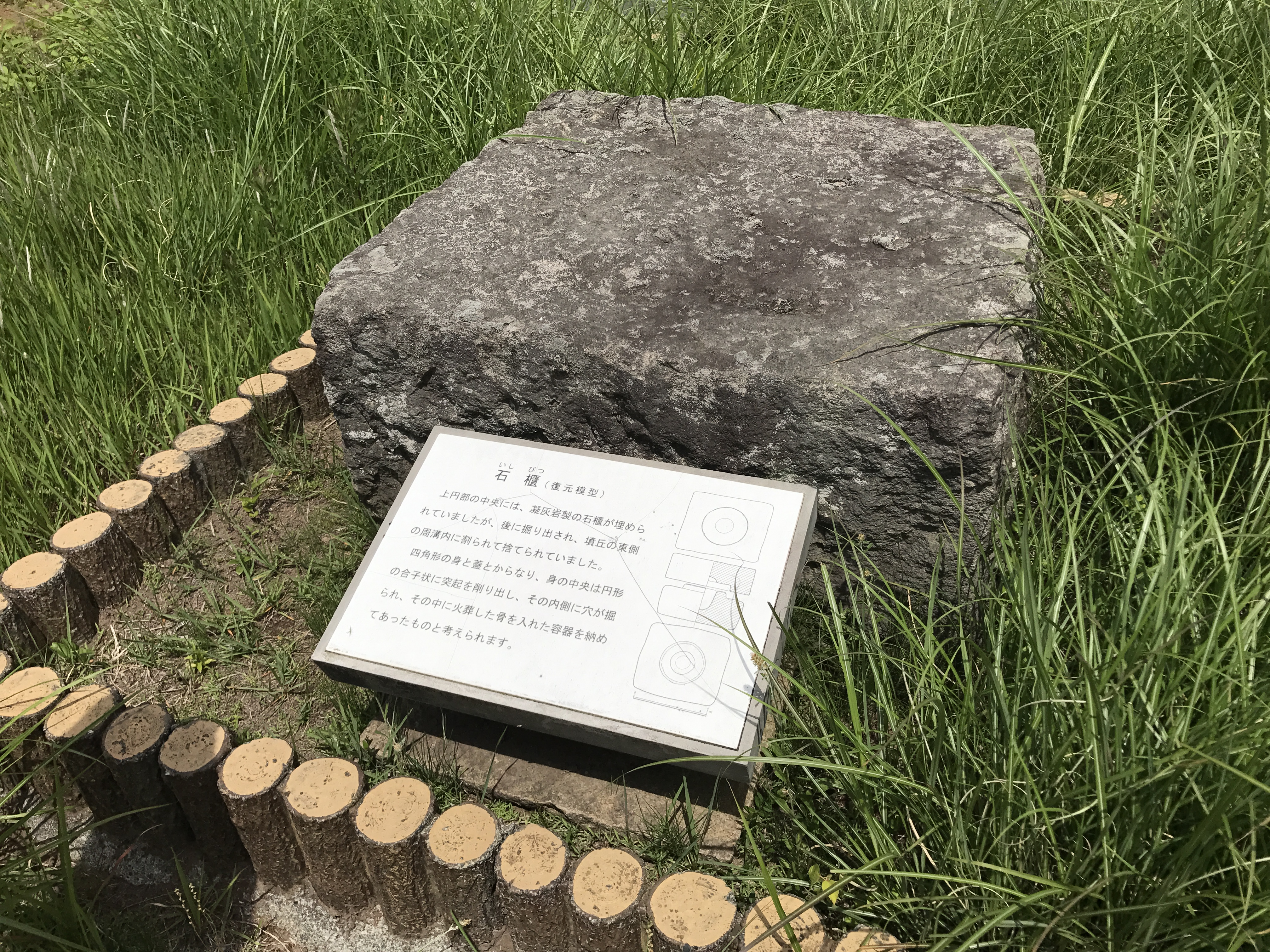
清水柳北1號墳的石櫃仿製品

35°09′13″N 138°51′39″E / 35.153556°N 138.860936°E
清水柳北1號墳（日语：／ Shimizuyanagikitaichigōfun）是位於日本靜岡縣沼津市足高尾上的一座上圓下方墳。

## 概要
古墳是在第二沼津鐵工團地內的其他地方被發現，及後移至同樣於團地內的現址。在1986年的調查中，發現了上圓部分叠誦下方部分之上，因此確認為上圓下方墳，其外周寬約1米，並且由邊長20米的正方形周濠所的包圍。古墳主要的出土文物是須惠器，建造時期則推測是飛鳥時代前期（約8世紀初）。
雖然以前便知道墳墓的存在，但是直到1985年為止，才在沼津工業團地的第二工業團地建設計劃的詳細分布調查中，確認在尾根的中央部分建有圓墳狀的墳墓，並且命名為「清水柳北1號墳」。南面的兩座古墳則分別命名為2號墳和3號墳。翌年6月事前的考古調查中確認古墳為上圓下方墳，周溝則有石櫃。

## 出土文物
石櫃是在周溝東側的凹地被發現，當時其大半部分均被泥土幅蓋。石櫃以3塊凝灰岩為主體，亦發現了周圍散落的碎片，推測是後世耕作時弄成。中心部分經復原後，石櫃有直徑35厘米長的圓形洞。但是，未有在石櫃周邊發現用作藏骨器之用的物品，亦未有發現火葬骨。另外，石櫃的凝灰岩與愛鷹山裾部的古墳群刳拔式石棺的石材相同，在沼津市內被稱為江浦凝灰岩，來自靜浦地區。
須惠器碎片則是在古墳附近的農田的泥土斜面處被發現。從發現狀況推測，可能是後世挖掘來弄破的杯蓋、杯身和長頸壺等等的碎片。從須惠器的形態推測，應為8世紀前半的文物，與周邊的時代雖然有差距，但是據考古調查報告書指出當時仍然有延續了祭祀可能。須惠器多為青灰色，推測產自湖西，而部分杯蓋則是灰綠色，推測產自猿投。

## 外部連結
- 沼津市公式ホームページ （页面存档备份，存于）
- 富士市教育委員会文化振興課 古墳ガイドブック （页面存档备份，存于）